# الإسلام في جزيرة مان
الإسلام في جزيرة مان هو أقلية دينية ضمن الأغلبية المسيحية. تقدر نسبة المسلمين بحوالي 0.2%،أغلبهم من المهاجرين من دول أجنبية كباكستان، الهند، بنغلاديش، جنوب أفريقيا، المغرب وغيرها.
المسجد الوحيدة في الجزيرة يوجد بمدينة دوغلاس وقد تم بناءه في أوائل التسعينات بعد تكون الجمعية الإسلامية لجزيرة مان (بالإنجليزية: Isle of Man Islamic Association)‏.

## وصلات خارجية
الموقع الرسمي للجمعية الإسلامية لجزيرة مان